# Adalvard il Giovane
Adalvard il Giovane (... – prima del 1072) è stato un arcivescovo cattolico e missionario tedesco.
Proveniente dall'Arcivescovato di Brema, fu attivo nella Sigtuna, in Svezia, negli anni del decennio 1060. Come Adamo da Brema, Adalvard cercò di convincere il re svedese Stenkil di Svezia a chiudere il grande Tempio di Uppsala. Il suo tentativo fallì e così dovette scappare nella Västergötland, dove succedette al suo omonimo Adalvard il Vecchio nella diocesi di Skara. Adalvard tornò a Brema, dove rimase, nel luglio del 1069.
Adamo da Brema cita Adalvard cita come fonte in merito a questioni sulla Svezia.